# Volker Kutscher
Volker Kutscher (* 26. prosince 1962, Lindlar) je německý spisovatel a novinář.

## Život a dílo
Volker Kutscher se narodil v roce 1962 v Lindlaru v německé spolkové zemi Severní Porýní-Vestfálsko, vyrůstal ve Wipperfürthu. Po maturitě a civilní službě studoval v letech 1985–1992 germanistiku, filozofii a dějiny na univerzitě ve Wuppertalu a Kolíně nad Rýnem. Již během studia působil jako externí pracovník v deníku Kölnische Rundschau, ve kterém po ukončení studia pracoval jako redaktor do roku 2004. Žije v Kolíně nad Rýnem.
V roce 1995 vydal společně s Christianem Schnalkem svůj první kriminální román Bullenmord, v roce 1998 následoval Vater unser, v roce 2003 vyšel jeho první historický kriminální román Der schwarze Jakobiner.
V roce 2007 začal vydávat sérii historických detektivních románů, jejichž ústřední postavou je kriminální komisař Gereon Rath. První román se odehrává v roce 1929 a každý další díl se v dějství posune do následujícího roku až do dosud posledního devátého dílu, zařazeného do roku 1937.
První dva romány se staly předlohou pro seriál Babylon Berlin, seriál režírovali Tom Tykwer, Henk Handloegten a Achim von Borries, ti také napsali scénář. V Německu měly první dvě řady (vycházející z románu Mokrá ryba) premiéru v roce 2017, v České televizi byly uvedeny v roce 2019. Třetí řada (podle románu Tichý zabiják) měla německou premiéru v roce 2020, čtvrtá (podle románu Goldstein) pak v roce 2022.

#### Série Gereon Rath
- Mokrá ryba - Der nasse Fisch. Gereon Raths erster Fall ( orig. 2007, česky 2017 )
- Tichý zabiják - Der stumme Tod. Gereon Raths zweiter Fall ( orig. 2009, česky 2018 )
- Goldstein - Goldstein. Gereon Raths dritter Fall ( orig. 2010, česky 2019 )
- Spis Vaterland - Die Akte Vaterland. Gereon Raths vierter Fall ( orig. 2012, česky 2019 )
- První padlí - Märzgefallene. Gereon Raths fünfter Fall ( orig. 2014, česky 2019 )
- Lunapark - Lunapark. Gereon Raths sechster Fall ( orig. 2016, česky 2020 )
- Moabit (prequel) ( orig. 2017, česky dosud nevyšlo )
- Marlow - Marlow. Der siebte Rath-Roman ( orig. 2018, česky 2020)
- Olympia. Der achte Rath-Roman ( orig. 2020, česky 2021)
- Transatlantik. Die Gereon-Rath-Romane 9 ( orig. 2022, česky vyjde 30.06.2023[8])

### České překlady z němčiny
- KUTSCHER, Volker. Mokrá ryba (původním názvem: Der nasse Fisch). Překlad Tomáš Butala. 1. vyd. Brno: MOBA, 2017. ISBN 978-80-243-7634-9.[9]
- KUTSCHER, Volker. Tichý zabiják (původním názvem: Der stumme Tod). Překlad Tomáš Butala. 1. vyd. Brno: MOBA, 2018. ISBN 978-80-243-8298-2.[10][11]
- KUTSCHER, Volker. Goldstein (původním názvem: Goldstein). Překlad Tomáš Butala. 1. vyd. Brno: MOBA, 2019. ISBN 978-80-243-8625-6.[12]
- KUTSCHER, Volker. Spis Vaterland (původním názvem: Die Akte Vaterland). Překlad Tomáš Butala. 1. vyd. Brno: MOBA, 2019. 632 s. ISBN 978-80-243-8845-8.
- KUTSCHER, Volker. První padlí (původním názvem: Märzgefallene). Překlad Tomáš Butala. 1. vyd. Brno: MOBA, 2019. 664 s. ISBN 978-80-243-8897-7.
- KUTSCHER, Volker. Lunapark (původním názvem: Lunapark). Překlad Tomáš Butala. 1. vyd. Brno: MOBA, 2020. 616 s. ISBN 978-80-243-9174-8.
- KUTSCHER, Volker. Marlow (původním názvem: Marlow). Překlad Tomáš Butala. 1. vyd. Brno: MOBA, 2020. 504 s. ISBN 978-80-243-9441-1.
- KUTSCHER, Volker. Olympia (původním názvem: Olympia). Překlad Tomáš Butala. 1. vyd. Brno: MOBA, 2021. 592 s. ISBN 978-80-243-9707-8.